# Anreade e São Romão de Aregos
Anreade e São Romão de Aregos (llamada oficialmente União das Freguesias de Anreade e São Romão de Aregos) es una freguesia portuguesa del municipio de Resende, distrito de Viseu.

## Historia
Fue creada el 28 de enero de 2013 en aplicación de una resolución de la Asamblea de la República de Portugal promulgada el 16 de enero de 2013 con la unión de las freguesias de Anreade y São Romão de Aregos, pasando su sede a estar situada en la antigua freguesia de Anreade.

## Demografía
| Gráfica de evolución demográfica de Anreade e São Romão de Aregos entre 2011 y 2021 |
|                                                                                     |
| Datos según el nomenclátor publicado por el INE portugués.                          |